# مقاطعة أذر شهر
مقاطعة أذر شهر (بالفارسية: شهرستان آذرشهر) هي إحدى مقاطعات محافظة أذربيجان الشرقية في إيران. عاصمة المقاطعة هي آذرشهر. حسب تعداد 2006، بلغ عدد السكان 99,286 نسمة في 26,857 عائلة.